# Praktične dužnosti islama
Praktične dužnosti islama (ar. أركان الإسلام - erkan-el-Islam; također أركان الدين - erkan ed-din, što znači stupovi islama, a nazivaju se i islamski šarti (uvjeti)) su pet osnovnih islamskih dužnosti koje su strogo naređene (farz) svim muslimanima i bez čijeg ispunjavanja musliman nije "pokoran Alahu", što je doslovan prijevod arapske riječi "muslim". Stalno i namjerno neizvršavanje islamskih dužnosti znači nevjerništvo, a takva osoba se ne može smatrati sljedbenikom islama.
Pet je osnovnih islamskih dužnosti, stupova vjere, koje su zapovijeđene u Kuranu i sunetu Muhameda:
1. Šehadet (arap. الشهادة - eš-šehādet, što znači "svjedočenje") izgovoriti; tj. očitovati pripadnost islamu
2. Namaz (arap. صلوة - salat, tur. namaz) klanjati;
3. Ramazanski post (arap. صوم‎ - savm, što znači "post") postiti;
4. Zekat (arap. زكاة - zekat, što znači "čišćenje") kao dio svog imetka za dobrotvorne svrhe izdvojiti i
5. Hadž (arap. حج‎ - hadždž, što znači "hodočašće") barem jednom u životu islamska sveta mjesta hodočastiti.

Ovakva je podjela prema učestalosti obavljanja pojedinih obveza i ona je najčešće u uporabi. Točnija podjela prema važnosti pojedinih obveza je gotovo ista s tim da se zekat nalazi na trećem, a ramazanski post na četvrtom mjestu. Ove obveze objedinjene su u Muhammedovoj izreci (Hadisu):  „Islam je sazdan na pet stupova: svjedočenju da je samo Alah Bog i da je Muhammed Njegov rob i poslanik, obavljanju namaza, davanju zekata, hadžu i postu ramazana.“

## Šehadet
Šehadet je rečenica kojom se postaje muslimanom kada se izgovori s vjerovanjem. Njome musliman izriče svoje uvjerenje u postojanje i jedinstvo Alaha te u poslanstvo Muhameda a.s.  
Šehadet na arapskom jeziku u svom najjednostavnijem obliku zvuči ovako: Lā ilāhe illallāh, Muhammed resūlu-llāh. U prijevodu na hrvatski jezik izgovaramo ovo: Nema boga osim Alaha, Muhamed je Alahov poslanik. Prvim dijelom te rečenice muslimani izjavljuju da Bog postoji, te da je On samo jedan. Slična izjava je prva od deset Božjih zapovijedi: "Ja sam Gospodin, Bog tvoj, nemoj imati drugih bogova uz mene." Drugim dijelom šehadeta izjavljuju da je Muhamed čovjek (a ne božanstvo ili nadčovjek) te da je poseban po tome što je poslan od Boga da prenese i pojasni islam ljudima. Muhamed je u šehadetu naveden u svojoj ljudskoj prirodi (Božji sluga) i svojoj zadaći u svijetu (Božji poslanik).
Iskrenim i svjesnim izgovaranjem šehadeta osoba postaje sljedbenikom islama, te odgovorno prihvaća sve obaveze i odgovornosti koje šehadet sa sobom nosi.

## Namaz
Namaz ili salat je izravan kontakt vjernika muslimana s Bogom, Alahom, putem molitve te različitih položaja tijela. Riječ nàmāz je turska riječ perzijskog podrijetla u upotrebi u hrvatskom jeziku, a izvorna je riječ salat arapskog porijekla te znači "biti u vezi". Namaz se obavlja svakog dana pet puta u točno određena doba dana. Musliman u namazu je u vezi sa Stvoriteljem te mu odaje počast riječima i pet različitih položaja tijela:
1. kijam - je mirno stajanje
2. kiraet - je izgovaranje Kurana stojeći
3. ruku' - je ponizno saginjanje pred Božjom veličinom
4. sedžda - je polaganje lica na tlo među ruke u znak pokornosti
5. ka'de - je mirno sjedenje nogu povijenih pod sobom.

Ove kretnje se ponavljaju više puta, točno određenim slijedom. Također je precizirano što se u kojem položaju izgovara (molitve i odlomci iz Kurana). Različiti položaji tijela u namazu simboliziraju odnos čovjeka prema Alahu: u kijamu musliman stoji pred Alahom kao prijatelj, u ruku'u kao sluga, a u sedždi kao pokoran rob Alahove volje. 
Za ispravnost namaza postoje određeni uvjeti pa namaz nije valjan ako samo jedan od njih nije zadovoljen. To su: čistoća tijela, odijela i mjesta gdje će se klanjati, obavljanje ritualnog pranja - abdesta ili njegovih zamjena (mesh, gusul, tejemmum), propisna odjevenost, klanjanje na vrijeme, okrenutost prema Kibli i iskrena namjera da se molitva obavi.
Šest je uvjeta za namaz koje nazivamo namaski šarti. Nedostali li i samo jedan, obavljanje namaza nije ispravno. Uvjeti su:
1. mora biti čisto tijelo, odijelo i mjesto gdje će se klanjati,
2. uzeti abdest ili, ako je potrebno, okupati se,
3. biti pristojno obučen,
4. na vrijeme klanjati,
5. okrenuti se prema Kibli,
6. odlučiti klanjati (nijjet).

## Ramazanski post
Ramazanski post je treća praktična dužnost svakog muslimana i muslimanke. Posti se 29 ili 30 dana mjeseca ramazana po islamskom kalendaru i to od zore do zalaska sunca. Post podrazumijeva potpuno odricanje od jela, pića, navike pušenja i seksualnih kontakata, kao i ružnih riječi, misli i djela. Post će biti valjan ako je vjernik odlučio postiti u svrhu odanosti Alahu. Obveznici posta su svi muslimani i muslimanke nakon puberteta (što u islamu označava punoljetnost) koji su mentalno zdravi i fizički sposobni postiti. Postoji niz uvjeta koji određuju valjanost posta, primjerice ako se bilo što namjerno pojede ili popije (dakle ako nije iz zaborava), post se poništava. Za namjerno poništeni post postoji i post ili milostinja iskupljenja. Ramazanski post je sveta i stroga obaveza, tako da su i kazne za njegovo nepoštivanje velike. Za jedan dan ramazana koji namjerno ne posti ili svoj post namjerno prekine, vjernik je dužan postiti 60 dana i propušteni dan, ili, ako je nemoćan toliko postiti, nahraniti 60 siromaha.

## Zekat
Zekat je četvrta praktična dužnost muslimana. Zekat je vjerski doprinos koji se izdvaja iz viška imovine. Pod viškom se podrazumijeva imovina koja ne služi za zadovoljenje osnovnih životnih potreba svojeg vlasnika s obitelji, npr. srebro, zlato, živo blago i roba namijenjena prodaji, a vlasnik ju je kod sebe zadržao najmanje godinu dana. Takva imovina podliježe obračunu zekata po stopi od 2,5 % ili jedna četrdesetina. Zekat se izdvaja onima kojima je u danom trenutku najpotrebniji (siromašni, prezaduženi, vjerske škole i sl.)

## Hadž
Hadž obaviti je peta dužnost muslimana. Ta je dužnost ograničena na punoljetne, umno, zdravstveno i financijski sposobne muslimane i muslimanke. Financijski sposobni su oni koji iznad potreba svoje obitelji imaju višak imovine dovoljan za hodočašće u Meku u Saudijskoj Arabiji. Hadž se obavlja zbog posjeta Kabi, svetištu muslimana u Meki. 
Onaj musliman koji nije financijski u mogućnosti, nije obvezan obaviti hadž, a koji je zbog zdravstvenog stanja nesposoban izdržati taj put (a financijski je sposoban), određuje zamjenika (koji se naziva bedel) koji će u njegovo ime obaviti dužnost hadža. Za žene muslimanke određeno je da moraju biti u pratnji muškog rođaka ili u većoj grupi žena.
Hadž se obavlja u prvih 9 dana mjeseca zul-hidždžeta. Deseti zul-hidždže je dan Kurban-bajrama, koji se kod balkanskih muslimana naziva i Hadžili bajram. 
Kao i za ostale islamske dužnosti, i za hadž postoje određeni uvjeti te određeni ritual izvođenja, a nakon obavljenog hadža muslimana se naziva hadžijom.
Hadž se svake godine obavlja na istome mjestu i u isto vrijeme pa se pretvorio u sveislamski skup u kojem sudjeluju milijuni muslimana iz čitavog svijeta. U to vrijeme, zabranjeni su međusobni sukobi muslimana te politički govori i izričito se naglašava jedinstvo svih muslimana svijeta - ume.